# Хардинг, Пол
Пол Ха́рдинг (англ. Paul Harding; род. 1967) — американский музыкант и писатель, лауреат Пулитцеровской премии.

## Биография
Пол Хардинг родился в 1967 году городе Уэнем штата Массачусетс, к северу от Бостона. Его дед был часовщиком и учил внука своему ремеслу.
Он учился в Массачусетском университете (г. Амхерст) и преподавал в Гарвардском университете и Университете Айовы.
C 1990 по 1996 год Хардинг был бессменным барабанщиком группы Cold Water Flat. После окончания университета Пол гастролировал с группой по Европе и Америке.
Хардинг много читал и во время одного из перерывов между гастролями он провел лето, изучая профессию писателя в колледже Скидмор штата Нью Йорк. После этого Хардинг продолжил обучение в Писательской Мастерской штата Айова.
За свой первый роман, Tinkers (Россыпь) Пол Хардинг получил Пулитцеровскую премию 2010 года в номинации за художественную книгу.